# Zašovice
Zašovice (en allemand : Zaschowitz, Saschowitz) est une commune du district de Třebíč, dans la région de Vysočina, en République tchèque. Sa population s'élevait à 138 habitants en 2024.

## Géographie
Zašovice se trouve à 5 km au sud-est du centre de Brtnice, à 12,3 km à l'ouest-nord-ouest de Třebíč, à 18 km au sud-sud-est de Jihlava et à 132 km au sud-est de Prague.
La commune est limitée par Radonín au nord, par Číchov, par Přibyslavice à l'est, par Okříšky au sud-est, par Heraltice au sud, et par Kněžice à l'ouest.

## Histoire
La première mention écrite de la localité date de 1224.

## Administration
La commune se compose de deux sections :
- Nová Brtnice
- Zašovice

## Transports
Par la route, Zašovice se trouve à 6,5 km de Brtnice, à 14 km de Třebíč, à 19,5 km de Jihlava et à 151 km de Prague.